# Distrikt Lalaquiz
Der Distrikt Lalaquiz liegt in der Provinz Huancabamba der Region Piura in Nordwest-Peru. Der Distrikt wurde am 30. Dezember 1983 gegründet. Er hat eine Fläche von 146 km². Beim Zensus 2017 lebten 4288 Einwohner im Distrikt. Im Jahr 1993 betrug die Einwohnerzahl 5999, im Jahr 2007 5115. Verwaltungssitz ist die etwa 960 m hoch gelegene Ortschaft Tunal mit 575 Einwohnern (Stand 2017). Tunal liegt 25 km westlich der Provinzhauptstadt Huancabamba.

## Geographische Lage
Der Distrikt Lalaquiz liegt in der peruanischen Westkordillere im nördlichen Westen der Provinz Huancabamba. Der Río Bigote, ein rechter Nebenfluss des Río Piura, entwässert das Areal nach Süden.
Der Distrikt Lalaquiz grenzt im Südwesten an den Distrikt San Juan de Bigote, im Nordwesten an den Distrikt Yamango (beide in der Provinz Morropón), im Nordosten an den Distrikt Pacaipampa (Provinz Ayabaca), im Osten an den Distrikt Huancabamba sowie im Südosten an den Distrikt Canchaque.